# Dimetilbutano
Dimetilbutano es el nombre de dos hidrocarburos líquidos, de la familia de los alcanos de cadena ramificada, isómeros del hexano, a los que podemos considerar derivados del butano con dos grupos metilo substitudos. La fórmula química de ambos es C6H14, idéntica a la del hexano.

## Tipos de dimetilbutano, según la posición de los grupos metilo
Hay dos isómeros de posición para este nombre. Son:
- 2,2-dimetilbutano
- 2,3-dimetilbutano

## Estructuras
A continuación podemos ver las fórmulas estructurales de ambos compuestos, según el modelo de esferas y el modelo de esqueleto.
| 2,2-dimetilbutano | 2,3-dimetilbutano | 2,2-dimetilbutano   | 2,3-dimetilbutano   |
| ----------------- | ----------------- | ------------------- | ------------------- |
|                   |                   |                     |                     |
| Modelo de esferas | Modelo de esferas | Modelo de esqueleto | Modelo de esqueleto |

## Propiedades físicas
Sus propiedades físicas son similares a las de los alcanos.
Sus puntos de fusión y ebullición son bajos, se disuelven mal en agua y bien en disolventes orgánicos, son malos conductores de la electricidad, etc
El punto de fusión de estas sustancias es mayor que el de otros isómeros no ramificados, como el hexano, debido a las fuerzas de van der Waals.
El punto de ebullición de estas sustancias es, por el contrario, menor que el de otros isómeros no ramificados, como el hexano, debido a que se empaquetan peor y las fuerzas de van der Waals deben actuar a mayor distancia y, por ello, con menor intensidad. Si los comparamos entre sí, el isómero 2,3 tiene un punto de fusión ligeramente mayor, porque sus moléculas se empaquetan mejor.
|                          | hexano | 2,2-dimetilbutano | 2,3-dimetilbutano |
| ------------------------ | ------ | ----------------- | ----------------- |
| Punto de fusión (°C)     | -95 °C | -100 °C           | -129 °C           |
| Punto de ebullición (°C) | 69 °C  | 50 °C             | 58 °C             |

## Propiedades químicas
Sus reacciones son también similares a las de los alcanos:
- Reaccionan con el oxígeno, dando reacciones de combustión.
- Reaccionan con halógenos, dando reacciones de sustitución.

Para más información, véase Propiedades químicas de alcanos